# Diocesi di Salford
La diocesi di Salford (in latino: Dioecesis Salfordensis) è una sede della Chiesa cattolica in Inghilterra suffraganea dell'arcidiocesi di Liverpool. Nel 2022 contava 305.000 battezzati su 2.902.000 abitanti. È retta dal vescovo John Stanley Kenneth Arnold.

## Territorio
La diocesi comprende la maggior parte della Greater Manchester e la parte meridionale della contea di Lancashire. Questo territorio corrisponde a quello delle antiche centene di Salford e di Blackburn.
Sede vescovile è la città di Salford, dove si trova la cattedrale di San Giovanni Evangelista.
Il territorio è suddiviso in 110 parrocchie.

## Storia
La diocesi è stata eretta il 29 settembre 1850 con il breve Universalis Ecclesiae di papa Pio IX, ricavandone il territorio dal vicariato apostolico del distretto del Lancashire, da cui contestualmente ha avuto origine anche la diocesi di Liverpool (oggi arcidiocesi). Originariamente era suffraganea dell'arcidiocesi di Westminster.
Il 27 giugno 1851 cedette una porzione del suo territorio, corrispondente alla centena di Leyland, alla diocesi di Liverpool.
Nel XIX secolo la diocesi consisteva per lo più di immigrati irlandesi verso il distretto industriale di Manchester. L'immigrazione segnò una rapida crescita della diocesi, con la fondazione di decine di nuove parrocchie e l'istituzione di scuole cattoliche per l'istruzione del popolo.
Il vescovo Herbert Vaughan fondò un seminario pastorale, nel quale per un anno si insegnava ai sacerdoti stranieri destinati alla missione inglese ad adattarsi all'Inghilterra. Lo stesso vescovo fondò un orfanotrofio, un circolo culturale cattolico e circa quaranta nuove missioni o parrocchie. L'impegno della diocesi verso le scuole cattoliche caratterizzò anche tutto il XX secolo.
Il 28 ottobre 1911 è entrata a far parte della provincia ecclesiastica dell'arcidiocesi di Liverpool.
Dagli anni 1970 la diocesi ha vissuto un periodo di crisi, marcato dalla riduzione del numero dei sacerdoti e dei praticanti. Molte parrocchie sono state unite fra loro e alcune sono state soppresse.
Nel 1982 papa Giovanni Paolo II visitò la diocesi, celebrando la Messa a Heaton Park.

## Cronotassi dei vescovi
Si omettono i periodi di sede vacante non superiori ai 2 anni o non storicamente accertati.
- William Turner † (27 giugno 1851 - 13 luglio 1872 deceduto)
- Herbert Vaughan † (27 settembre 1872 - 8 aprile 1892 nominato arcivescovo di Westminster)
- John Bilsborrow † (15 luglio 1892 - 5 marzo 1903 deceduto)
- Louis Charles Casartelli † (28 agosto 1903 - 18 gennaio 1925 deceduto)
- Thomas Henshaw † (14 dicembre 1925 - 23 settembre 1938 deceduto)
- Henry Vincent Marshall † (5 agosto 1939 - 14 aprile 1955 deceduto)
- George Andrew Beck, A.A. † (28 novembre 1955 - 29 gennaio 1964 nominato arcivescovo di Liverpool)
- Thomas Holland † (28 agosto 1964 - 22 giugno 1983 ritirato)
- Patrick Altham Kelly (9 marzo 1984 - 21 maggio 1996 nominato arcivescovo di Liverpool)
- Terence Brain (2 settembre 1997 - 30 settembre 2014 ritirato)
- John Stanley Kenneth Arnold, dal 30 settembre 2014

## Statistiche
La diocesi nel 2022 su una popolazione di 2.902.000 persone contava 305.000 battezzati, corrispondenti al 10,5% del totale.
| anno | popolazione | popolazione | popolazione | presbiteri | presbiteri | presbiteri | presbiteri                | diaconi | religiosi | religiosi | parrocchie |
| anno | battezzati  | totale      | %           | numero     | secolari   | regolari   | battezzati per presbitero | diaconi | uomini    | donne     | parrocchie |
| ---- | ----------- | ----------- | ----------- | ---------- | ---------- | ---------- | ------------------------- | ------- | --------- | --------- | ---------- |
| 1949 | 315.000     | 2.711.215   | 11,6        | 550        | 420        | 130        | 572                       |         | 82        | 952       | 160        |
| 1969 | 382.300     | 2.500.000   | 15,3        | 527        | 415        | 112        | 725                       |         | 112       |           | 204        |
| 1980 | 341.000     | 2.433.000   | 14,0        | 480        | 367        | 113        | 710                       |         | 186       | 593       | 206        |
| 1990 | 320.720     | 2.403.000   | 13,3        | 408        | 314        | 94         | 786                       |         | 125       | 485       | 208        |
| 1999 | 353.503     | 2.250.000   | 15,7        | 351        | 268        | 83         | 1.007                     |         | 115       | 360       | 186        |
| 2000 | 280.014     | 2.250.000   | 12,4        | 341        | 258        | 83         | 821                       |         | 113       | 364       | 207        |
| 2001 | 302.750     | 2.216.000   | 13,7        | 347        | 260        | 87         | 872                       |         | 114       | 310       | 205        |
| 2002 | 277.494     | 2.208.000   | 12,6        | 387        | 322        | 65         | 717                       |         | 86        | 304       | 207        |
| 2003 | 287.214     | 2.206.000   | 13,0        | 256        | 250        | 6          | 1.121                     |         | 27        | 183       | 207        |
| 2004 | 287.717     | 2.208.000   | 13,0        | 257        | 251        | 6          | 1.119                     |         | 24        | 261       | 184        |
| 2010 | 289.470     | 2.250.000   | 12,9        | 264        | 195        | 69         | 1.096                     |         | 83        | 190       | 169        |
| 2014 | 270.000     | 2.623.000   | 10,3        | 300        | 211        | 89         | 900                       |         | 100       | 189       | 145        |
| 2017 | 294.000     | 2.800.000   | 10,5        | 284        | 195        | 89         | 1.035                     |         | 99        | 181       | 145        |
| 2020 | 301.850     | 2.874.780   | 10,5        | 199        | 111        | 88         | 1.516                     |         | 120       | 204       | 119        |
| 2022 | 305.000     | 2.902.000   | 10,5        | 218        | 132        | 86         | 1.399                     | 2       | 118       | 166       | 110        |